# Jack Parr
Jack Parr (Louisville, 13 marzo 1936 – Lindsborg, 4 gennaio 2015) è stato un cestista statunitense, professionista nella NBA.

## Carriera
Venne selezionato dai Cincinnati Royals al decimo giro del Draft NBA 1958 (71ª scelta assoluta).